# Kimiko Zakreski
Kimiko Zakreski, née le 31 décembre 1983 à Saint Albert, est une snowboardeuse canadienne spécialisée dans les épreuves de parallèle (slalom et géant). 
Au cours de sa carrière, elle n'a jamais disputé les Jeux olympiques d'hiver, toutefois elle a participé à trois mondiaux dont sa meilleure performance est une seizième place en géant en 2007 à Arosa, enfin en coupe du monde elle est montée à deux reprises sur un podium en géant mais n'y compte aucune victoire.

## Palmarès

### Championnats du monde
| Édition/Discipline | Slalom | Géant |
| Mondiaux 2005      | 32e    | 34e   |
| Mondiaux 2007      | 27e    | 16e   |
| Mondiaux 2009      | 18e    | 32e   |

### Coupe du monde
- Meilleur classement général : 31e en 2007.
- Meilleur classement de parallèle : 16e en 2007 et 2009.
- 2 podiums (2 en géant).